# بين موريس
بين موريس (6 يوليو 1999 بكولشيستر في المملكة المتحدة - ) (بالإنجليزية: Ben Morris)‏ هو لاعب كرة قدم بريطاني في مركز الهجوم.

## وصلات خارجية
- بين موريس على موقع قاعدة بيانات كرة القدم.إي يو (الإنجليزية)
- بين موريس على موقع Soccerbase.com (لاعب) (الإنجليزية)
- بين موريس على موقع Soccerway.com (الإنجليزية)